# توليو
توليو هو لاعب كرة قدم برازيلي في مركز الوسط، ولد في 28 فبراير 1987 في أوليندا في البرازيل. لعب مع سبورت ريسيفي.